# D.P. 7
D.P.7 (sigla di Displaced Paranormals 7) è un gruppo di personaggi dei fumetti, creato da Mark Gruenwald (testi) e Paul Ryan (disegni), protagonisti dell'omonima testata pubblicata dalla Marvel Comics sulla quale hanno esordito nel numero 1, del novembre 1986.

## Storia del gruppo
Dopo l'evento astronomico denominato Evento Bianco (22 luglio 1986), il medico Randy O'Brien scopre di poter emanare dal suo corpo un doppione nero capace di volare. Poco dopo questa scoperta, fa la conoscenza di Dave Landers che si è trasformato in un muscolosissimo gigante. I due, spaventati dalle loro abilità, decidono di rispondere all'inserzione di una fantomatica "Clinica per la ricerca sul Paranormale" che si offre di aiutare tutti coloro che hanno sviluppato strane abilità. Una volta recativisi, Randy e Dave scoprono l'esistenza di molti altri come loro e fanno amicizia con altri 5 paranormali, loro compagni nel Gruppo di terapia C. Dopo poco tempo, grazie al suo doppio, Randy scopre che il personale della clinica opera in segreto sui pazienti il lavaggio del cervello. Spaventati, i 7 decidono di rivoltarsi e fuggire dalla Clinica diventando dei fuggitivi.

### Personaggi
- Lenore Fenzl (Luce; 66 anni): una professoressa di latino in pensione. Il suo corpo produce una radiazione che fa generare endorfine negli organismi esposti. Anche lei non può controllare la sua abilità ed è costretta a coprirsi totalmente per bloccarla.
- David Landers (Mastodon; 34 anni): operaio. Il suo corpo ha subito un'incredibile crescita in muscoli ossa e tessuto connettivo che lo ha reso un gigante forzuto.
- Stephanie Harrington (Viva; 30 anni): una casalinga sposata e con tre figli. Ha il potere di rivitalizzare le persone con un semplice tocco.
- Randy O'Brien (Anticorpo; 28 anni): medico. possiede la capacità di emanare dal suo corpo un suo "doppio" scuro e semi immateriale. Questo doppio è dotato di una volontà propria e, una volta riunitosi al corpo originale, gli trasmette tutti i ricordi registrati.
- Jeffrey Walters (Blur; 24 anni): è direttore di un fast food. Possiede un metabolismo super accelerato, tre volte più rapido di quello di un uomo normale. Riesce a correre fino a 250 km/h.
- Charlotte Beck (Friction; 19 anni): studentessa universitaria. Può agire mentalmente sulla forza di attrazione degli oggetti, rendendoli scivolosi o appiccicosissimi.
- Dennis "Scuzz" Cuzinski (15 anni): è il membro più giovane del gruppo. Il suo potere consiste nell'emissione cutanea di una sostanza altamente corrosiva. La produzione della sostanza è continua senza che lui la possa fermare o ritardare.

## Storia editoriale
La serie è stata pubblicata dalla Marvel Comics, sotto il marchio New Universe, dal 1986 al 1989 per un totale di 32 numeri, a cui va aggiunto un Annual (1987). In lingua italiana la serie è stata tradotta completamente dalla casa editrice Play Press. I primi sedici numeri nella collana mensile Dp7 dal n. 1 al n. 16 (aprile 1989 – luglio 1990); con la chiusura di questa collana la pubblicazione è stata completata all'interno della testata Namor a partire dal n. 2 (settembre 1990) concludendosi nel n. 20 (marzo 1992). Anche l'unico annual è stato tradotto, sempre dalla Play Press, in Iron Man n. 6/10 (luglio 1989).

## Altre apparizioni
I membri di D.P.7 sono tra i personaggi del New Universe che compaiono nella saga degli Exiles World Tour-New Universe (Exiles 72, 73, 74).